# VTCN1
VTCN1 (англ. V-set domain containing T-cell activation inhibitor 1) – білок, який кодується однойменним геном, розташованим у людей на короткому плечі 1-ї хромосоми.  Довжина поліпептидного ланцюга білка становить 282 амінокислот, а молекулярна маса — 30 878.
| 10         |  | 20         |  | 30         |  | 40         |  | 50         |
| ---------- |  | ---------- |  | ---------- |  | ---------- |  | ---------- |
| MASLGQILFW |  | SIISIIIILA |  | GAIALIIGFG |  | ISGRHSITVT |  | TVASAGNIGE |
| DGILSCTFEP |  | DIKLSDIVIQ |  | WLKEGVLGLV |  | HEFKEGKDEL |  | SEQDEMFRGR |
| TAVFADQVIV |  | GNASLRLKNV |  | QLTDAGTYKC |  | YIITSKGKGN |  | ANLEYKTGAF |
| SMPEVNVDYN |  | ASSETLRCEA |  | PRWFPQPTVV |  | WASQVDQGAN |  | FSEVSNTSFE |
| LNSENVTMKV |  | VSVLYNVTIN |  | NTYSCMIEND |  | IAKATGDIKV |  | TESEIKRRSH |
| LQLLNSKASL |  | CVSSFFAISW |  | ALLPLSPYLM |  | LK         |  |            |

A: Аланін

C: Цистеїн

D: Аспарагінова кислота

E: Глутамінова кислота

F: Фенілаланін

G: Гліцин

H: Гістидин

I: Ізолейцин

K: Лізин

L: Лейцин

M: Метіонін

N: Аспарагін

P: Пролін

Q: Глутамін

R: Аргінін

S: Серин

T: Треонін

V: Валін

W: Триптофан

Задіяний у таких біологічних процесах як адаптивний імунітет, імунітет, альтернативний сплайсинг. 
Локалізований у клітинній мембрані, мембрані.